# Верховський район
Верховський район (рос. Верховский район) — адміністративно-територіальна одиниця (район) та муніципальне утворення (муніципальний район) у складі Орловської області Російської Федерації.
Адміністративний центр — смт Верхов'я.

## Історія
- Район утворено 30 липня 1928 року у складі Орловського округу Центрально-Чорноземної області.
- 13 червня 1934 року після ліквідації Центрально-Чорноземної області район увійшов до складу новоствореної Курської області.
- З 27 вересня 1937 року район у складі новоствореної Орловської області.
- З 1 січня 2006 року район отримав статус муніципального району, котрий включив 11 муніципальних утворень.